# Hedwig Bilgram
Hedwig Bilgram née le 31 mars 1933 à Memmingen (Allemagne) est une organiste et claveciniste allemande.

## Carrière
Elle fait des études musicales avec Karl Richter et Friedrich Wührer puis commence une carrière de soliste. En 1961, à la Hochschule für musik de Munich, elle enseigne l'orgue, puis le clavecin à partir de 1964. Elle s'est beaucoup produite en duo avec Maurice André et ils ont créé ensemble des œuvres d'André Jolivet (Arioso barocco), Henri Tomasi (Semaine sainte à Curzo), Harald Genzmer (Sonate pour trompette et orgue).

## Source
- Alain Pâris, Dictionnaire des interprètes, Bouquins/Laffont 1989, p.206